# Diphucephala aurulenta
Diphucephala aurulenta är en skalbaggsart som beskrevs av Kirby 1818. Diphucephala aurulenta ingår i släktet Diphucephala och familjen Melolonthidae. Inga underarter finns listade i Catalogue of Life.